# Scelorchilus
Scelorchilus es un género de aves paseriformes perteneciente a  la familia Rhinocryptidae integrado por dos especies nativas del sudoeste del Cono Sur de América del Sur. Son denominadas comúnmente tapaculos y también tapacolas o chucaos.

## Etimología
El nombre genérico masculino «Scelorchilus» deriva del griego «skelos»: pierna, y «orkhilos»: en referencia a los chochines o ratonas de la familia Troglodytidae.

## Características
Son aves mayormente terrestres, que viven en el sotobosque. Allí escarban la tierra con sus fuertes patas en busca de su alimento: insectos, arácnidos, y moluscos, dieta que complementan con pequeños lagartos. Ante un posible peligro, huyen corriendo en vez de hacerlo volando. Marcan su territorio con fuertes y característicos reclamos vocales. Son aves relativamente grandes, su largo es de 18,5 a 19,5 cm, distintivas y de atractivo patrón de plumaje. Habitan en el centro y sur de Chile,  y el sudoeste de la Argentina.
Se reproducen en septiembre u octubre. Construyen cuevas en barrancas, y en su interior oviponen de dos a tres huevos blancos.

## Lista de especies y distribución
Según la clasificación del Congreso Ornitológico Internacional (IOC, versión 6.3, 2016) y Clements Checklist v.2015, el género agrupa a las siguientes especies con el respectivo nombre popular de acuerdo con la Sociedad Española de Ornitología (SEO):
- Scelorchilus rubecula (Kittlitz, 1830) - tapaculo chucao, habita en el sur de Chile, y el sudoeste de la Argentina.;
- Scelorchilus albicollis (Kittlitz, 1830) - tapaculo gorgiblanco, habita en el centro, y norte de Chile desde la Provincia de Antofagasta hasta Curicó, en la Región del Maule.

## Taxonomía
Este género fue descrito originalmente por el ornitólogo estadounidense Harry Church Oberholser, en el año 1923.
Los estudios de genética molecular de Ericson et al., 2010 confirman la monofilia de la familia Rhinocryptidae y sugieren la existencia de dos grandes grupos dentro de la misma, de forma muy general, el formado por las especies de mayor tamaño, al que pertenece el presente, y el integrado por las especies menores. Ohlson et al. 2013 proponen la división de la familia en dos subfamilias. El presente género pertenece a una subfamilia Rhinocryptinae Wetmore, 1930 (1837), junto a Pteroptochos, Liosceles, Psilorhamphus, Acropternis, Rhinocrypta y Teledromas.